# 若西耶
若西耶（法語：Jausiers，法語發音：[ʒozje]）是法国上普罗旺斯阿尔卑斯省的一个市镇，属于巴瑟洛内特区。

## 地理
若西耶（44°25'4"N, 6°43'50"E）面积107.73 平方千米，位于法国普罗旺斯-阿尔卑斯-蓝色海岸大区上普罗旺斯阿尔卑斯省，该省份为法国东南部内陆省份，北起上阿尔卑斯省，西接沃克吕兹省，西北接德龙省，南至瓦尔省，东临滨海阿尔卑斯省，东北部与意大利接壤。
与若西耶接壤的市镇（或旧市镇、城区）包括：拉孔达米讷-沙特拉尔、昂沙斯特赖、福孔德巴瑟洛内特、于韦尔内富尔、圣达尔马斯-勒塞尔瓦日、蒂内河畔圣艾蒂安、瓦勒多罗奈。

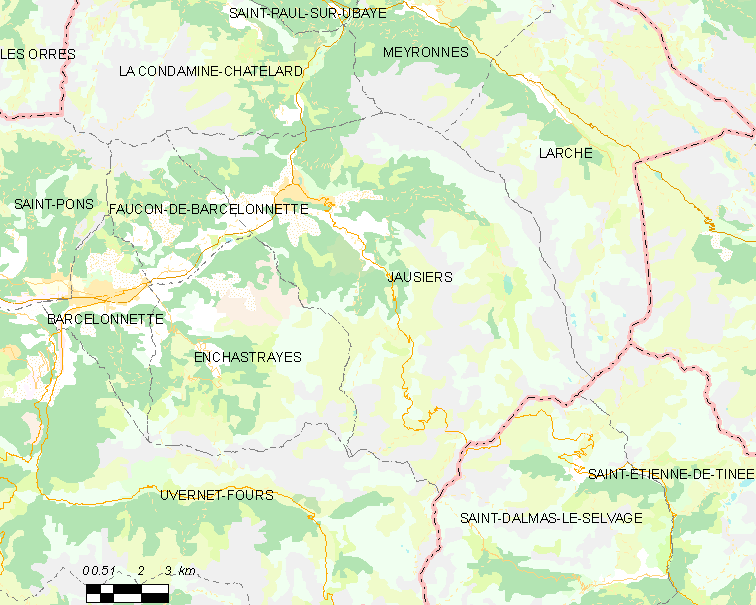
若西耶的OSM定位图

若西耶的时区为UTC+01:00、UTC+02:00（夏令时）。

## 行政
若西耶的邮政编码为04850，INSEE市镇编码为04096。

## 政治
若西耶所属的省级选区为巴瑟洛内特县。

## 人口

若西耶1962-2008年间人口变化图示

若西耶于2022年1月1日时的人口数量为1142人。